# Страттис (тиран Хиоса)
Страттис (др.-греч. Στράττις) — тиран Хиоса в конце VI века и начале V века до н. э.

## Биография
Через какое-то время после подчинения ионийских городов персы установили в них тиранию своих ставленников. Хиосом стал править Страттис. По мнению Г. Берве, маловерятно, что это произошло ещё при Кире, которому хиосцы подчинились добровольно.
Во время предпринятого царём Дарием I в 513 году до н. э. похода против скифов Страттис вместе с другими греческими тиранами охранял мост через Дунай. Страттис, как и остальные правители, за исключением Мильтиада, узнав от скифов о затруднениях ахеменидского войска, согласился с мнением Гистиея из Милета, что им следует дождаться Дария, так как они властвуют в своих городах благодаря персам.
В 492 году до н. э. после разгрома Ионийского восстания Мардоний ликвидировал в большинстве греческих городов Малой Азии тиранические режимы, заменив их на демократическое управление. Как отметил М. А. Дандамаев, таким образом персидская администрация, готовясь к войне в материковой Греции, стремилась обеспечить благорасположение малоазийских эллинов. Однако в некоторых областях правление тиранов отменено не было. Сохранил своё положение и Страттис. Возможно, это было связано с ожесточённым сопротивлением, оказанным хиосцами в битве при Ладе, произошедшей двумя годами ранее.
После битвы при Саламине в 480 году до н. э. в Хиосе возник заговор против Страттиса. Однако из-за предательства одного участника остальные бежали сначала в Спарту, а потом на Эгину и пытались уговорить возглавлявшего греческий флот спартанского царя Леотихида II плыть в Ионию. Как считал Г. Берве, тирании Страттиса пришёл конец после произошедшей в 479 году до н. э. битвы при Микале.